# Paul Illhardt
Paul Illhardt (* 5. Mai 1888 in Staßfurt; † 1. Mai 1936 in Magdeburg) war ein deutscher Kommunist und Widerstandskämpfer gegen den Nationalsozialismus.

## Leben
Illhardt entstammte einer Arbeiterfamilie. Er erlernte den Beruf eines Formers und arbeitete später bei der Nationalen Radiator Gesellschaft m.b.H. (NARAG) in Schönebeck. Er war Soldat im Ersten Weltkrieg und geriet in Gefangenschaft. 1920 trat er der USPD und später der KPD bei. Für sie wirkte er insbesondere als Agitator. Nachdem er wegen seiner politischen Tätigkeit im Betrieb entlassen worden war, arbeitete er aktiv im Erwerbslosenausschuss.
Nach der „Machtergreifung“ der Nationalsozialisten 1933 war Illhardt im Widerstand aktiv und hatte großen Anteil am Aufbau einer Widerstandsgruppe. Er organisierte als Leiter des Unterbezirks Schönebeck den Widerstand der KPD in der Region mit. Am 27. April 1936 wurde er – zusammen mit Franz Vollbring und Willi Wallstab – verhaftet. Illhardt wurde von der Gestapo im „Brauen Haus“ in Magdeburg verhört und dabei schwer gefoltert. In der Nacht zum 1. Mai 1936 wurde er ermordet. Man fand seine Leiche grausam verstümmelt vor.

## Ehrungen
Nach Paul Illhardt ist in Schönebeck eine Straße benannt, früher trug dort auch die Kommunale Berufsschule seinen Namen. 